# La Plata (Maryland)
La Plata és una població dels Estats Units a l'estat de Maryland. Segons el cens del 2000 tenia 6.551 habitants.

## Demografia
Segons el cens del 2000, La Plata tenia 6.551 habitants, 2.223 habitatges, i 1.578 famílies. La densitat de població era de 363,9 habitants/km².
Dels 2.223 habitatges en un 37,8% hi vivien nens de menys de 18 anys, en un 49,5% hi vivien parelles casades, en un 17% dones solteres, i en un 29% no eren unitats familiars. En el 23,4% dels habitatges hi vivien persones soles el 8,8% de les quals corresponia a persones de 65 anys o més que vivien soles. El nombre mitjà de persones vivint en cada habitatge era de 2,63 i el nombre mitjà de persones que vivien en cada família era de 3,1.
Per edats la població es repartia de la següent manera: un 25,7% tenia menys de 18 anys, un 7,7% entre 18 i 24, un 31% entre 25 i 44, un 23% de 45 a 60 i un 12,6% 65 anys o més.
L'edat mediana era de 36 anys. Per cada 100 dones de 18 o més anys hi havia 89,6 homes.
La renda mediana per habitatge era de 56.490 $ i la renda mediana per família de 66.288 $. Els homes tenien una renda mediana de 42.492 $ mentre que les dones 32.125 $. La renda per capita de la població era de 24.669 $. Entorn del 8,3% de les famílies i el 10,1% de la població estaven per davall del llindar de pobresa.

## Poblacions properes
El següent diagrama mostra les poblacions més properes.